# Sant Amanç de Ròcha-savina
Sant Amanç-Ròcha Savina (en francès Saint-Amant-Roche-Savine) és un municipi francès situat al departament del Puèi Domat i a la regió d'Alvèrnia-Roine-Alps. L'any 2007 tenia 537 habitants.

## Demografia

### Població
El 2007 la població de fet de Saint-Amant-Roche-Savine era de 537 persones. Hi havia 216 famílies de les quals 68 eren unipersonals (28 homes vivint sols i 40 dones vivint soles), 60 parelles sense fills, 56 parelles amb fills i 32 famílies monoparentals amb fills.
La població ha evolucionat segons el següent gràfic:
Habitants censats

### Habitatges
El 2007 hi havia 441 habitatges, 230 eren l'habitatge principal de la família, 168 eren segones residències i 42 estaven desocupats. 416 eren cases i 24 eren apartaments. Dels 230 habitatges principals, 172 estaven ocupats pels seus propietaris, 45 estaven llogats i ocupats pels llogaters i 13 estaven cedits a títol gratuït; 4 tenien una cambra, 3 en tenien dues, 35 en tenien tres, 73 en tenien quatre i 115 en tenien cinc o més. 187 habitatges disposaven pel capbaix d'una plaça de pàrquing. A 108 habitatges hi havia un automòbil i a 88 n'hi havia dos o més.

### Piràmide de població
La piràmide de població per edats i sexe el 2009 era:
| Homes | Edats   | Dones |
| ----- | ------- | ----- |
| 0     | 95 o +  | 0     |
| 8     | 90 a 94 | 4     |
| 8     | 85 a 89 | 20    |
| 8     | 80 a 84 | 24    |
| 16    | 75 a 79 | 24    |
| 16    | 70 a 74 | 8     |
| 12    | 65 a 69 | 20    |
| 16    | 60 a 64 | 20    |
| 8     | 55 a 59 | 16    |
| 32    | 50 a 54 | 12    |
| 24    | 45 a 49 | 16    |
| 8     | 40 a 44 | 24    |
| 12    | 35 a 39 | 8     |
| 12    | 30 a 34 | 0     |
| 12    | 25 a 29 | 16    |
| 16    | 20 a 24 | 4     |
| 24    | 15 a 19 | 20    |
| 8     | 10 a 14 | 0     |
| 4     | 5 a 9   | 8     |
| 8     | 0 a 4   | 12    |

## Economia
El 2007 la població en edat de treballar era de 317 persones, 225 eren actives i 92 eren inactives. De les 225 persones actives 187 estaven ocupades (111 homes i 76 dones) i 38 estaven aturades (18 homes i 20 dones). De les 92 persones inactives 36 estaven jubilades, 24 estaven estudiant i 32 estaven classificades com a «altres inactius».

### Ingressos
El 2009 a Saint-Amant-Roche-Savine hi havia 221 unitats fiscals que integraven 503 persones, la mediana anual d'ingressos fiscals per persona era de 14.446 €.

### Activitats econòmiques
Dels 27 establiments que hi havia el 2007, 2 eren d'empreses alimentàries, 4 d'empreses de construcció, 3 d'empreses de comerç i reparació d'automòbils, 5 d'empreses de transport, 1 d'una empresa d'hostatgeria i restauració, 1 d'una empresa d'informació i comunicació, 1 d'una empresa immobiliària, 2 d'empreses de serveis, 6 d'entitats de l'administració pública i 2 d'empreses classificades com a «altres activitats de serveis».
Dels 9 establiments de servei als particulars que hi havia el 2009, 1 era una gendarmeria, 1 oficina de correu, 1 guixaire pintor, 2 fusteries, 1 lampisteria, 2 perruqueries i 1 restaurant.
L'únic establiment comercial que hi havia el 2009 era una fleca.
L'any 2000 a Saint-Amant-Roche-Savine hi havia 18 explotacions agrícoles que ocupaven un total de 495 hectàrees.

## Equipaments sanitaris i escolars
L'únic equipament sanitari que hi havia el 2009 era una farmàcia.
El 2009 hi havia una escola elemental. Saint-Amant-Roche-Savine disposava d'un col·legi d'educació secundària amb 63 alumnes.

## Poblacions més properes
El següent diagrama mostra les poblacions més properes.